# Station Spławie
Station Spławie is een spoorwegstation in de Poolse plaats Spławie.